# Dickin Medal

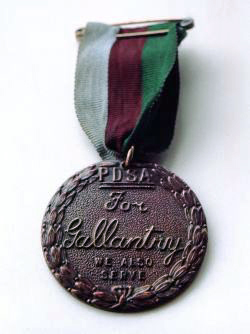
Die Dickin Medal

Die Dickin Medal ist die höchste britische Auszeichnung für Tiere, die sich im Kriegseinsatz verdient gemacht haben. Die Ehrung wird seit dem Jahre 1943 vergeben und wurde von Maria Dickin ins Leben gerufen. Sie ist das Gegenstück zum Victoria Cross, das an Soldaten verliehen wird.
Die Dickin Medal wird von der britischen People’s Dispensary for Sick Animals (PDSA) vergeben. Träger sind unter anderem mehrere Brieftauben wie G.I. Joe, Hunde wie Judy, Pferde wie Sergeant Reckless sowie eine Katze namens Simon. Die Medaille besteht aus Bronze. Auf ihr sind die Worte For Gallantry und We Also Serve. Die Dickin Medal ist auf einem grünen, dunkelbraunen und blassblauen Band befestigt. Die Farben symbolisieren Wasser, Erde und Luft.
Im Februar 2007 erhielt die Labradorhündin Sadie die Auszeichnung, weil sie im November 2005 im afghanischen Kabul noch rechtzeitig eine Bombe mit Fernzündung entdeckte. Sadie ist damit der 25. Hund, der mit der Dickin Medal ausgezeichnet wurde. Zuvor erhielten im März 2002 zwei Blindenhunde die Auszeichnung, weil sie am 11. September 2001 ihre Herrchen noch rechtzeitig aus dem brennenden World Trade Center führten. 2016 erhielt die Belgische Schäferhündin Diesel eine Dickin Medal. Sie erhielt die Medaille posthum für ihren Einsatz bei einer Razzia der französischen Polizei nach den Terroranschlägen vom 13. November 2015 in Paris, bei welcher sie ums Leben kam. Zuletzt wurde 2020 der Hund Kuno mit der Auszeichnung geehrt. Er stürmte in Afghanistan durch feindliches Feuer und griff einen feindlichen Schützen an, wodurch das Leben britischer Soldaten im Kampf gegen al-Qaida geschützt wurde. Er wurde von Kugeln in beide Hinterbeine getroffen und verlor eine seiner Pfoten. Er ist der erste britische Militärhund, der maßgefertigte Prothesen erhielt.
Die Dickin Medal wird im Allgemeinen nur an britische Tiere vergeben, die sich im Kriegseinsatz besonders verdient gemacht haben. Unter besonderen Umständen kann sie auch an Tiere anderer Nationen verliehen werden. Als ziviles Äquivalent wurde 2002 die PDSA Gold Medal ins Leben gerufen. Sie stellte das Gegenstück zum George Cross dar.